# Kolonka
Kolonka – wieś w Polsce położona w województwie mazowieckim, w powiecie radomskim, w gminie Pionki. Ma status sołectwa. Leży przy drodze wojewódzkiej nr . Dawniej osada leśna i przysiółek wsi Kieszek.
Wierni Kościoła rzymskokatolickiego należą do parafii św. Józefa Oblubieńca Najświętszej Maryi Panny w Jedlni-Letnisku.

## Historia

### Okres do 1918
W czasie I Rzeczypospolitej Kolonka jako integralna część Jedlni leżała na terenie województwa sandomierskiego prowincji małopolskiej, w latach 1810–1815 w departamencie radomskim Księstwa Warszawskiego, w latach 1816–1837 w obwodzie radomskim województwa sandomierskiego, w latach 1837–1844 w powiecie radomskim guberni sandomierskiej i wreszcie w latach 1845–1915 na terenie guberni radomskiej Królestwa Kongresowego, z czego od 1882 leżała w gminie Jedlnia w powiecie kozienickim.

### Lata 1918-1945
W latach 1919–1939 miejscowość administracyjnie należała do gminy Jedlnia, w powiecie kozienickim, w województwie kieleckim.
W czasie okupacji pod niemiecką administracją Generalnego Gubernatorstwa. W pobliskim lesie (obecnie rezerwat przyrody "Jedlnia") okupanci rozstrzelali kilkuset polskich zakładników, o czym przypomina wzniesionych tu później 6 mogił.
W latach 1939–1945 w Kolonce istniał podobwód ZWZ-AK, dowodzony przez komendanta ppor. Jerzego Dąbkowskiego ps. "Longin" oraz jego zastępcę Stanisława Siczka ps. "Jeleń". Oddział "leśnych" Dąbkowskiego wyszedł z konspiracji dopiero w lipcu 1945.

### Lata powojenne
W latach 1945–1975 również leżała w województwie kieleckim (1945-1954 w gminie Jedlnia, 1954-1959 w gromadzie Poświętne, 1960-1972 w osiedlu Jedlnia-Letnisko, zaś od 1973 do dzisiaj w nowo utworzonej gminie Pionki).
22 lipca 1954, w 10. rocznicę ogłoszenia Manifestu PKWN i w Narodowe Święto Odrodzenia Polski, w Kolonce oddano do użytku stadion sportowy, na którym rozgrywki zaczął LKS Jodła Jedlnia-Letnisko. Na terenie stadionu znalazły się - boisko do gry w piłkę nożną i siatkową, urządzenia lekkoatletyczne: bieżnia, skocznia i rzutnie, a nawet oświetlone lodowisko.
31 grudnia 1959 wieś Kolonka i oddziały nr 134, 138–151 i 213–216 lasów państwowych Nadleśnictwa Jedlnia wyłączono z gromady Poświętne, włączając je do osiedla Jedlnia-Letnisko w powiecie radomskim w tymże województwie.
W latach 70. XX wieku drogę w kierunku stadionu utwardzono betonowymi płytami pochodzącymi z lotniska wojskowego Radom-Sadków.
W latach 1975–1998 Kolonka leżała w gminie Pionki nowo powstałego województwa radomskiego.
W 1976 na pobliskiej rzece Gzówka wybudowano Zalew Siczki, miejsce wypoczynku wielu mieszkańców Radomia i całego regionu. W 1982 pobliski las wszedł w skład rezerwatu przyrody "Jedlnia", co Kolonkę uczyniło jeszcze bardziej atrakcyjną turystycznie. W drodze z Kolonki na kładkę nad Zalewem Siczki istniał ośrodek wypoczynkowy Zakładów Przemysłu Tytoniowego w Radomiu.
W latach 90. XX wieku w Kolonce powstała stacja paliw (obecnie pod marką LOTOS Optima), wyburzono natomiast domki letniskowe Zakładów Przemysłu Tytoniowego w Radomiu.

## Infrastruktura i transport
Miejscowy plan zagospodarowania przestrzennego z 1986 ze zmianami uchwalonymi w 1990 przewiduje zabudowę letniskową zarówno w Kolonce, jak i 3 pobliskich sołectwach: Kieszku, Stokach i Zadobrzu. Wieś podłączona jest do sieci elektrycznej oraz wodociągowej, a także do linii telefonicznej. Brakuje kanalizacji, jednak zrealizowano budowę przydomowych oczyszczalni ze środków WFOŚ.
Kilkadziesiąt metrów od zabudowań wiejskich znajduje się stacja paliw i stadion A-klasowej drużyny w piłce nożnej LKS Jodła Jedlnia-Letnisko (powst. 1949), zaś kilkaset metrów dalej - mogiły z czasu II wojny światowej, Zalew Siczki na rzece Gzówka, stara kapliczka maryjna, ujęcie wody pitnej oraz leśniczówka.
W Kolonce znajduje się przystanek na żądanie komunikacji autobusowej, głównie relacji Radom-Pionki i Radom-Kozienice. Najbliższe miejsca odjazdu pociągów to natomiast Jedlnia Kościelna w Sokołach oraz stacja kolejowa Jedlnia-Letnisko.
Dla miejscowości właściwymi miejscowo są: parafia św. Józefa, posterunek policji oraz urząd pocztowy w Jedlni-Letnisko.

## Galeria

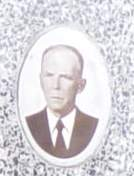
Stanisław Siczek, zastępca dowódcy podobwodu "Kolonka" AK
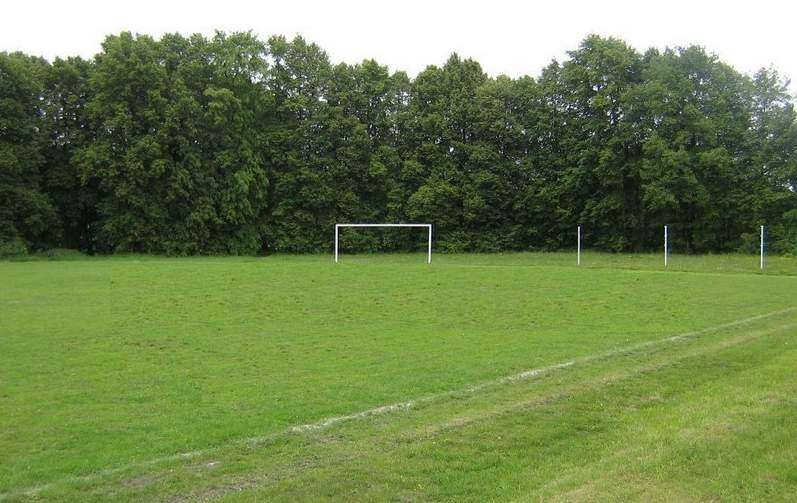
Stadion w Kolonce (występuje na nim LKS Jodła Jedlnia-Letnisko).
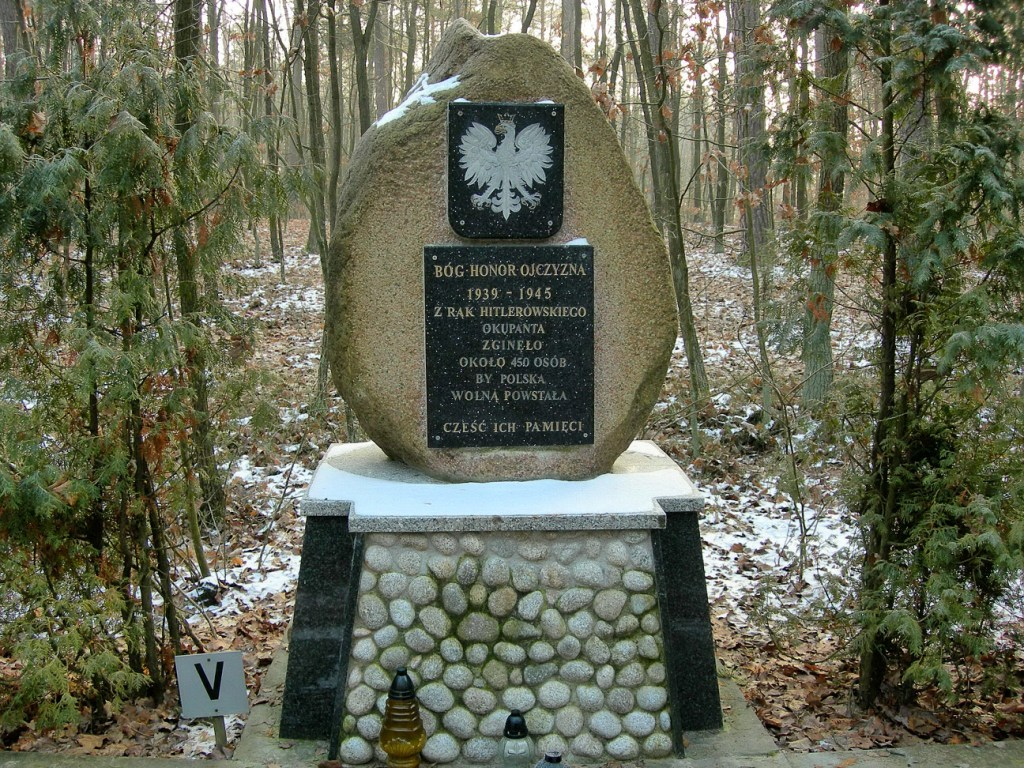
Rezerwat "Jedlnia" - mogiły ofiar II wojny światowej w Kolonce
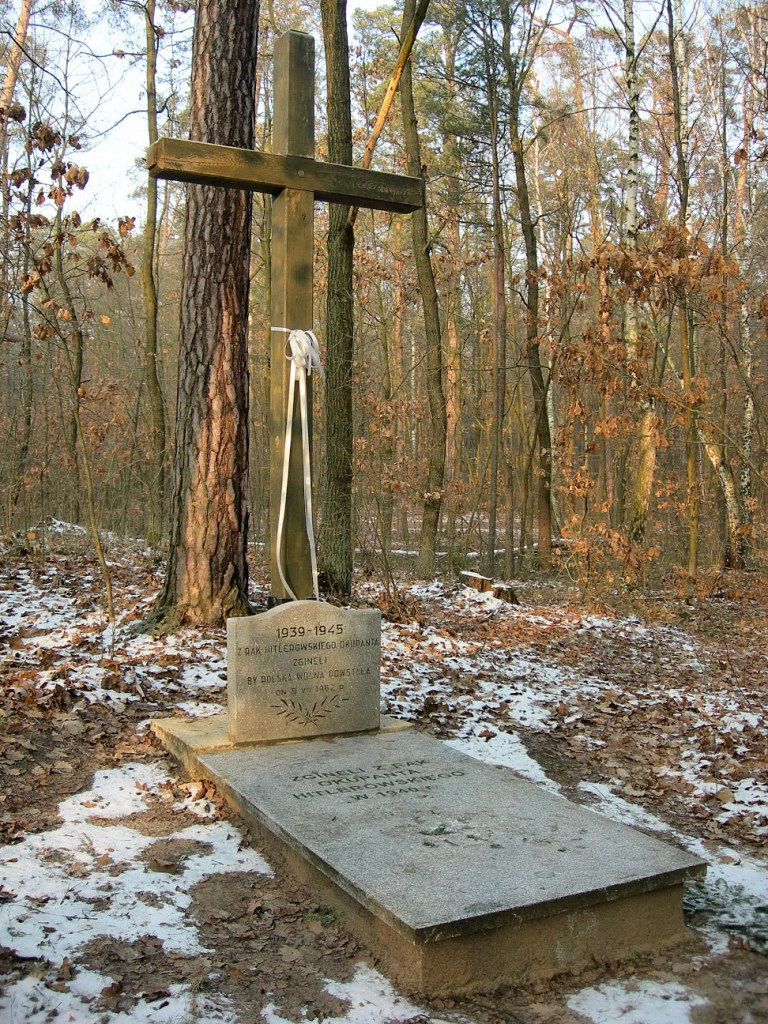
Rezerwat "Jedlnia" - mogiły ofiar II wojny światowej w Kolonce
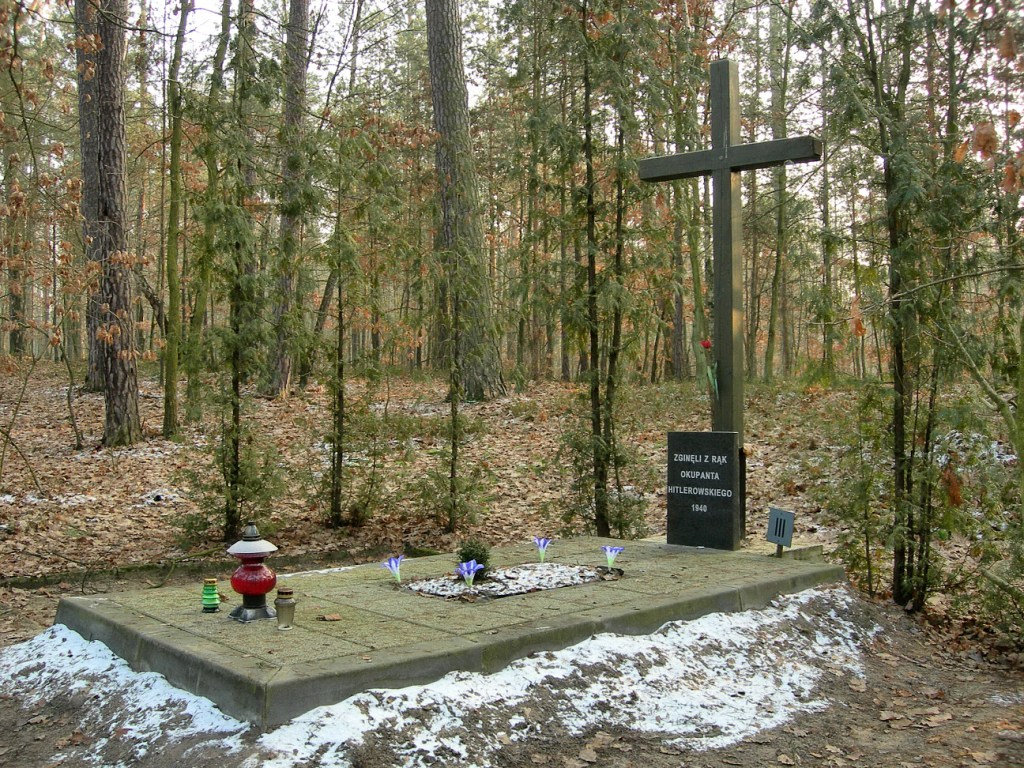
Rezerwat "Jedlnia" - mogiły ofiar II wojny światowej w Kolonce
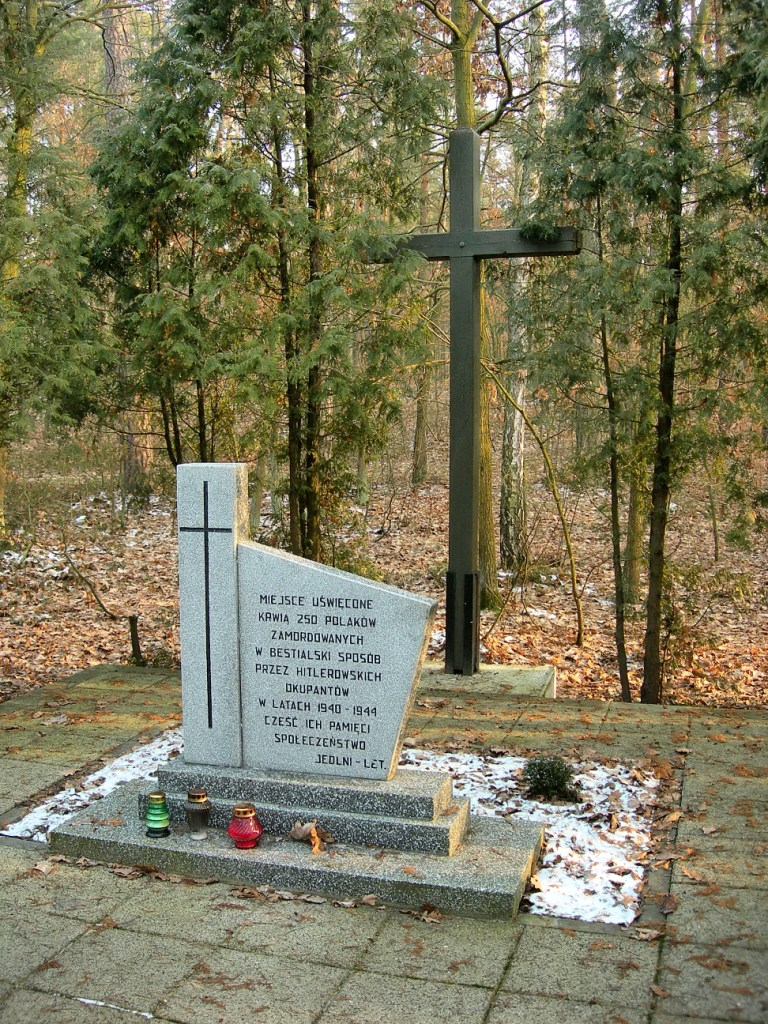
Rezerwat "Jedlnia" - mogiły ofiar II wojny światowej w Kolonce